# Okres Gagra
Okres Gagra je nižší územně-správní celek Abcházie uznávaný jak abchazskou separatistickou vládou, tak centrální gruzínskou vládou v Tbilisi. V dřívějších dobách se území nazývalo Sadzen nebo Malá Abcházie. Okres tvoří nejzápadnější část Abcházie, potažmo celé Gruzie a sousedí s Krasnodarským krajem Ruska, přičemž hranici tvoří řeka Psou. Okresním městem je Gagra. Na východní straně sousedí s okresem Gudauta a hranici tvoří řeka Bzyb.
V celém okrese žije dle údajů ze sčítání lidu z roku 2011 celkem 40 0217 obyvatel, nicméně před vypuknutím Gruzínsko-abchazského konfliktu v roce 1989 měla oblast 77 079 obyvatel a byla charakteristická multietnickou skladbou obyvatelstva. V okrese dosud žije značné množství obyvatel arménské národnosti, avšak Abchazové je v posledních letech dle aktuálního sčítání lidu z roku 2011 těsně přečíslili.
Převážná většina území je tvořena horským, zalesněným terénem a většina obyvatel je soustředěna do nížiny v malých městečkách na pobřeží Černého moře. Mezi hřebeny se nachází jezero Rica a nedaleko od Rici západním směrem malé ledovcové jezírko Patara.

## Seznam představitelů okresu Gagra
V čele okresní rady stáli:
| Pořadí | Jméno                      | Od                 | Do                 |
| 1.     | Ruslan Jazyčba             | před 1997          | po 1997            |
| 2.     | Grigorij Enik              | před 2000          | prosinec 2002      |
| 3.     | Valerij Bganba             | prosinec 2002      | 25. května 2006    |
| 4.     | Astamur Kecba              | 25. května 2006    | 29. května 2011    |
| 5.     | Teimuraz Kapba (úřadující) | 6. září 2011       | 15. listopadu 2011 |
| 6.     | Grigorij Enik              | 15. listopadu 2011 | 22. října 2014     |
| 7.     | Beslan Barcic              | 22. října 2014     | 16. května 2016    |
| 8.     | Zaur Bganba                | 16. května 2016    | 30. dubna 2020     |
| 9.     | Jurij Chaguš               | 30. dubna 2020     | dosud              |

## Demografie
Dle posledního sčítání lidu z roku 2011 byla skladba obyvatelstva v okrese následující: Uvedené národnosti jsou uvedeny dle počtu sestupně.
- Abchazové - 15 482 obyvatel (38,5%)
- Arméni - 15 422 obyvatel (38,3%)
- Rusové - 6 334 obyvatel (15,7%)
- Gruzíni - 999 obyvatel (2,5%)
- Ukrajinci - 529 obyvatel (1,3%)
- Pontští Řekové - 259 obyvatel (0,6%)
- Mingrelci - 4 obyvatelé (0,1%)
- Ostatní národnosti - 1188 obyvatel (3%)

## Seznam měst a obcí

### Města
- Gagra - okresní město
- Picunda

### Sídla městského typu
- Bzybta (části obce: Adžyrjara, Akvara, Arasadzych, Atydzta, Bzyb, Dzychča)
- Candrypš

### Obecní centra
- Alahadzy
- Amzara (části obce: Asabulej, Lapstarcha)
- Bagrypsta (části obce: Anychansta, Arasachu, Čigrypš)
- Gjačrypš (části obce: Psou, Pšouchva)
- Ldzaa (části obce: Acidžkva, Rapica)
- Mahadyr (části obce: Azdrypš, Chsyrchu, Kacyrcha, Mpadrypsta, Pšašcha)
- Mikelrypš (části obce: Bagrypš, Benčachu, Chyšharypš, Lakyrcha, Pchysta)
- Psachara (části obce: Adzapš, Achychšara, Ačipsta, Cangvara, Gagrapsta)
- Hašupsy (části obce: Achuraskva, Arasadzcha)
- Chyšcha (části obce: Agkva, Amgvašchuca, Ačmarda, Čigurcha)